# Zemianska Olča
Zemianska Olča (bis 1927 slowakisch „Zemianská Oča“; ungarisch Nemesócsa – älter auch Nemesolcsa) ist ein Dorf und Gemeinde im Verwaltungsgebiet Komárno im Nitriansky kraj in der südwestlichen Slowakei.

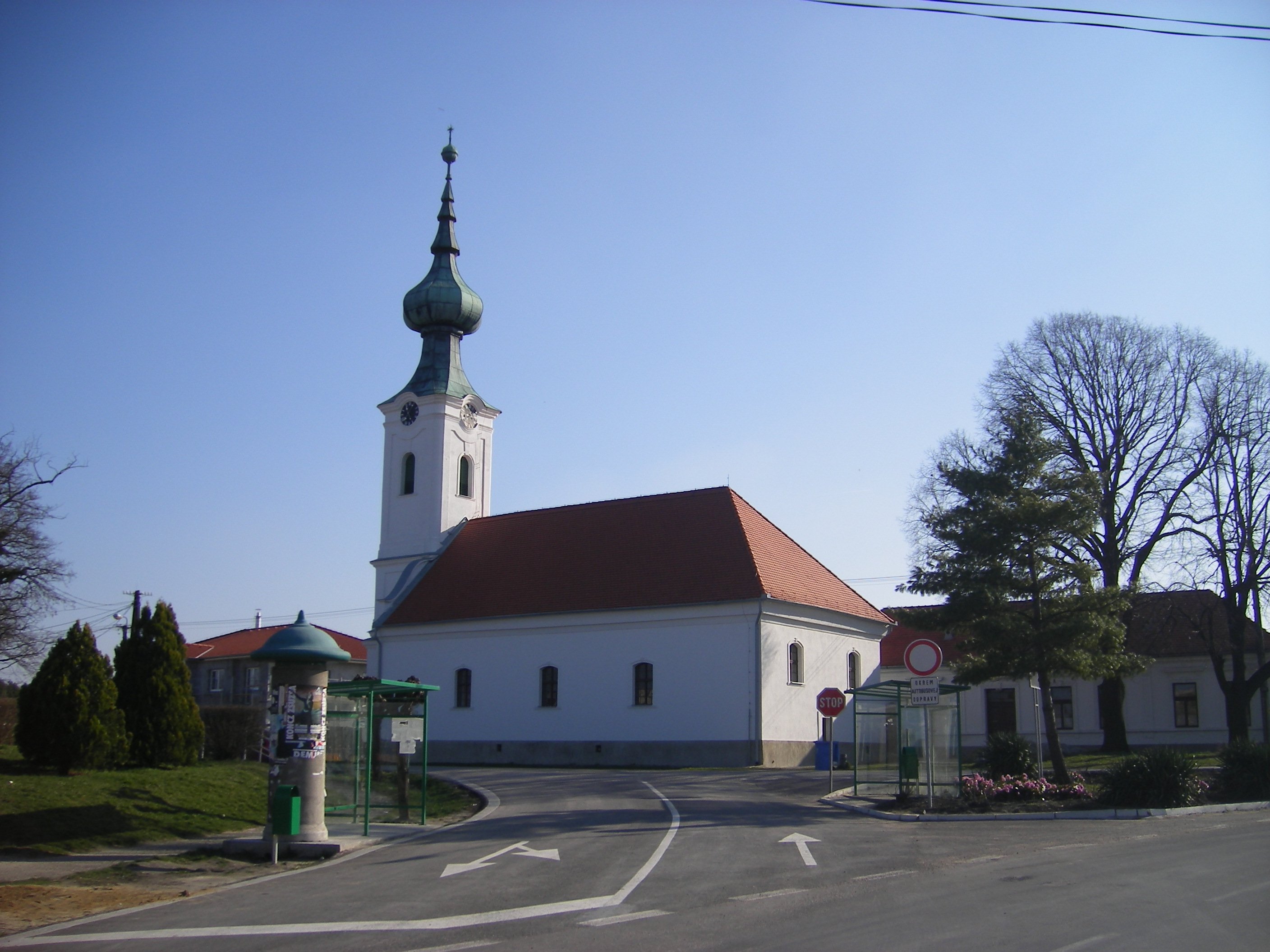
Evangelische Kirche im Ort

Erstmals schriftlich erwähnt wurde der Ort im Jahre 1264 (als Oucha); er war seither bis 1918 im Komitat Komorn als Sitz einer Stuhlbezirksverwaltung ein Teil des Königreichs Ungarn. Danach kam der Ort zur neu entstandenen Tschechoslowakei und seit 1993 der Slowakei, wurde aber auf Grund des Ersten Wiener Schiedsspruch zwischenzeitlich von 1938 bis 1945 wieder ein Teil Ungarns.
Das Dorf mit einer ungarischen Einwohnerschaft (2001 fast 90 %) besitzt eine Stadtbücherei, ebenso einen Fußballplatz und Sporthalle.

## Bevölkerung
| Jahr                | 1994 | 2004    | 2014    | 2024    |
| ------------------- | ---- | ------- | ------- | ------- |
| Anzahl der Personen | 2614 | 2598    | 2362    | 2248    |
| Unterschied         |      | −0,61 % | −9,08 % | −4,82 % |

| Jahr                | 2023 | 2024    |
| ------------------- | ---- | ------- |
| Anzahl der Personen | 2257 | 2248    |
| Unterschied         |      | −0,39 % |